# Isoperla fukushimensis
Isoperla fukushimensis är en bäcksländeart som beskrevs av Kohno 1953. Isoperla fukushimensis ingår i släktet Isoperla och familjen rovbäcksländor. Inga underarter finns listade i Catalogue of Life.